# Керчо Джамбазов
Керчо Ангелов Джамбазов е български политик, кмет на Русе (27 март 1979 – 8 март 1988).

## Биографични данни
Роден е на 22 септември 1930 г. в с. Красен, Русенско. След завършване на основното си образование в родното си село завършва средно образование в Русе, а висше - в Стопанската академия „Д. А. Ценов“ в Свищов. След дипломирането си започва работа в ДЗС - с. Ножарево. След това преминава на работа е системата на местното самоуправление. От 1965 е началник на управление „Планиране“ в Окръжния народен съвет – Русе.
На 27 март 1979 г. е избран за Председател на ГНС.
По време на кметуването му се строят интензивно жилища в новите квартали на града, отделят се също така много средства за тяхното благоустрояване. Изграждат се детски градини, супермаркети и др. Изградени са четири училища и започва строителство на нов корпус на Висшия институт по машиностроене, механизация и електрификация на селското стопанство. Завършена е сградата на партийния дом в центъра, започната е новата сграда на МВР, Телевизионната кула на Левента. Започва изграждането на хирургическия блок, на Стоматологичната поликлиника, спортната зала, разширението на театъра. Започва експлоатацията на тролейбусния транспорт, продължава се с изграждането на Комбината за тежко машиностроене.
Като проблем, който не успява да реши кметът, се очертава хлорното обгазяване на града от химическия комбинат Верахим в Гюргево и последвалите след това изселвания на млади хора от града.
В следващите години до пенсионирането си е председател на Окръжния кооперативен съюз в Русе.